# カーラヴェーラ
カーラヴェーラ（オリヤー語 ଖାରେବଳ、サンスクリット語 खारवेल、Khāravela：紀元前2世紀 - 紀元前1世紀頃）は、古代インド東部のカリンガ国チェーティ朝の王で、カリンガ国王としてもっとも著名な王である。ジャイナ教を保護し、インド東部にジャイナ教を普及させることに努めた。チェーティ朝第3代の王と考えられている。強大な勢力を誇ったカーラヴェーラ王は、「カリンガ国の転輪聖王」や「法王」など、多くの尊称で呼ばれている。
カーラヴェーラ王は、多くの遠征を行った。ヴィンディヤ山脈以南の南インド地方の大半を征服して、中央インドのサータヴァーハナ朝に対抗した。北方においてはマガダ国の大都市ラージャグリハ（王舎城）を攻撃するに至った。ガンジス川流域に侵攻していたグレコ・バクトリア王国の王デメトリオス2世は、カーラヴェーラがラージャグリハまで迫ったという報告を受けて軍を引き返した（異説あり）。
カーラヴェーラの治世については、碑文による記録が多く、比較的よく知ることができる。アショーカ王の業績が自身の手による称賛であるのに対し、カーラヴェーラは他者による称賛であるのが特徴と言われる。
碑文に見られる呼称マハーメーガヴァーハナは、サータヴァーハナと同じく王家の名であると考えられ、「マハーメーガの裔」、又は「マハーメーガヴァーハナの裔」と解釈されている。